# Gottlieb Samuel Forbiger
Gottlieb Samuel Forbiger (* 4. Oktober 1751 in Leipzig; † 2. Mai 1828 ebenda) war ein deutscher Theologe und Pädagoge.

## Leben
Forbiger erhielt seinen ersten Unterricht unter anderem von seinem Vater Christian Samuel Forbiger, dieser war Pastor an der  Johanniskirche in Leipzig und Privatdozent an der Universität Leipzig. 1763 war er Schüler der Nikolaischule und bereits seit 1766 studierte er an der Universität Leipzig. Am 10. September 1776 trat er in der Rolle des stellvertretenden „Conrector“ in das Lehrerkollegium der Nikolaischule ein. 1777 wurde er Baccalaureus der Theologie und Prediger an der Universitätskirche. Seitdem hielt er regelmäßig philosophische und theologische Vorlesungen. Nachdem er 18 Jahre als Conrector gewirkt hatte, wurde er am 26. August 1795 feierlich in das Amt des Rektors der Nikolaischule eingeführt. In dieser Funktion trieb er die Vergrößerung und Modernisierung der Schule voran. Die Überreichung seines Doktordiplomes am 21. Februar 1827 feierte er noch bei vollkommener Gesundheit. An seinem 71. Geburtstag führte er seinen einzigen Sohn Albert Forbiger als seinen Amtsgenossen an der Nikolaischule ein.
Forbiger war Mitglied der Historisch-Theologischen Gesellschaft zu Leipzig und einer bedeutenden akademischen Lesegesellschaft.

## Nachweise
1. ↑   Albert Forbiger, Beyträge zur Geschichte der Nikolaischule in Leipzig, Leipzig 1826; Illgen, Hist-Theol. Gesell-Einladungsschrift, 1839, S. 24; Otto Kaemmel, Geschichte des Leipziger Schulwesens, Leipzig 1909, S. 465.

## Quelle
- Neuer Nekrolog der Deutschen. Herausgegeben von Friedrich August Schmidt (Jg. 1 und 2), Bernhard Friedrich Voigt (Jg. 3-30). – Ilmenau [et al.]: Voigt, 1824–1856. – 30 Bde.
- Thomas Töpfer: Schulwesen und städtische Gesellschaft. Eine Studie zum Verhältnis von lokaler Schulentwicklung und territorialer Politik im Kurfürstentum und Königreich Sachsen 1600–1815, Diss. phil. Leipzig 2009.
- Thomas Töpfer: Schulwesen und städtische Gesellschaft. Grundprobleme der Bildungsgeschichte des 18. Jahrhunderts am Beispiel Leipzigs, in: Historisches Jahrbuch 127 (2007), S. 175–207.